# Isla White Horse
Isla White Horse är en ö i Chile.   Den ligger i regionen Región de Magallanes y de la Antártica Chilena, i den södra delen av landet, 2 000 km söder om huvudstaden Santiago de Chile. Arean är 4,9 kvadratkilometer.
Terrängen på Isla White Horse är lite kuperad. Öns högsta punkt är 415 meter över havet. Den sträcker sig 3,1 kilometer i nord-sydlig riktning, och 3,5 kilometer i öst-västlig riktning.